# Heart of Midlothian F.C.
Heart of Midlothian F.C., poznat i kao Hearts je profesionalni nogometni klub iz škotskog grada Edinburgha.

## Vanjske poveznice
- Službene stranice